# Entmemacornis
Entmemacornis é um gênero de mariposa pertencente à família Crambidae.